# Spartak Semej
Spartak Semej (kaz. Спартак Семей Футбол Клубы) – nie istniejący już kazachski klub piłkarski z siedzibą w Semeju.

## Historia
Chronologia nazw:
- 1964–1970: Cementnik Semipałatyńsk (kaz. Цементник Семипалатинск)
- 1971–1992: Spartak Semipałatyńsk (kaz. Спартак Семипалатинск)
- 1993–1998: Jelimaj Semipałatyńsk (kaz. Елимай Семипалатинск)
- 1999–2000: AES-Jelimaj Semipałatyńsk (kaz. АЭС-Елимай Семипалатинск)
- 2001–2003: Jelimaj Semipałatyńsk (kaz. Елимай Семипалатинск)
- 2004–2007: FK Semej (kaz. ФК Семей)
- 2008–2015: Spartak Semej (kaz. Спартак Семей)

Klub założony został w 1964 roku jako Cementnik Semipałatyńsk i debiutował w Klasie B, strefie 6 Mistrzostw ZSRR. W 1970 w wyniku kolejnej reorganizacji systemu lig ZSRR spadł do Klasy B, strefy kazachskiej, gdzie zajął pierwsze miejsce. Od 1971 jako Spartak Semipałatyńsk ponownie startował we Wtoroj Lidze, strefie 6, w której występował do 1989. W dwóch ostatnich radzieckich sezonach uczestniczył w rozgrywkach Wtoroj Niższej Ligi, strefy 8.
Po uzyskaniu przez Kazachstan niepodległości w 1992 debiutował w Wysszej Lidze. Od 1993 nazywał się Jelimaj Semipałatyńsk, od 1999 AES-Jelimaj Semipałatyńsk, a od 2001 FK Semej. W 2003 zajął ostatnie 19. miejsce i spadł do Birinszi liga. W 2008 klub wrócił do nazwy Spartak Semej.
W 2015 połączył się z Wostokiem Öskemen w nowy klub Ałtaj Semej.

## Sukcesy
- Wtoraja Liga ZSRR, finał: 2. miejsce (1977)
- Puchar ZSRR: 1/32 finału (1978)
- Puchar Kazachskiej SRR: zdobywca (1983)
- Priemjer-Liga: 
  - mistrz (1994, 1995, 1998)
  - 3. miejsce (1996)
- Puchar Kazachstanu: zdobywca (1995)